# Tesni Murphy
Tesni Murphy (* 15. Oktober 1992 in Cardiff als Tesni Evans) ist eine walisische Squashspielerin.

## Karriere
Tesni Murphy begann ihre Karriere im Jahr 2010 und gewann bislang drei Titel auf der PSA World Tour. Ihre beste Platzierung in der Weltrangliste erreichte sie mit Rang neun im November 2018. Mit der walisischen Nationalmannschaft nahm sie 2012, 2014 und 2016 an der Weltmeisterschaft teil. In den Jahren 2011, 2013 und 2014 gelang ihr jeweils die Qualifikation für die Weltmeisterschaft im Einzel. Sie schied jeweils in der ersten Runde aus. Tesni Murphy gehörte außerdem zum walisischen Kader bei den Commonwealth Games 2014. 2022 wurde Murphy mit der Nationalmannschaft Vizeeuropameisterin. In den Jahren 2011 und 2013, sowie von 2015 bis 2019 und nochmals 2021 wurde sie walisische Meisterin. 2018 wurde sie, als erste Waliserin, britische Meisterin. Bei den Commonwealth Games 2018 erreichte sie im Einzel das Halbfinale, in dem sie Sarah-Jane Perry unterlag. Im Spiel um Bronze setzte sie sich gegen Nicol David in vier Sätzen durch. Im Doppel und im Mixed schied sie mit ihren Partnern jeweils im Viertelfinale aus. 2019 gewann sie ihren zweiten britischen Meistertitel.
Ende 2023 heiratete sie Ben Murphy.

## Erfolge
- Vizeeuropameisterin mit der Mannschaft: 2022
- Gewonnene PSA-Titel: 3
- Commonwealth Games: 1 × Bronze (Einzel 2018)
- Britischer Meister: 2018, 2019
- Walisischer Meister: 8 Titel (2011, 2013, 2015–2019, 2021)